# Prelesje, Stari trg ob Kolpi
Prelesje este o localitate din comuna Črnomelj, Slovenia, cu o populație de 26 de locuitori.